# Cimetière de Saint-Maurice
Le cimetière de Saint-Maurice est le cimetière municipal de la ville de Saint-Maurice (Val-de-Marne), en banlieue parisienne. Il est accessible par la route de la Terrasse, située à Paris.

## Histoire et description

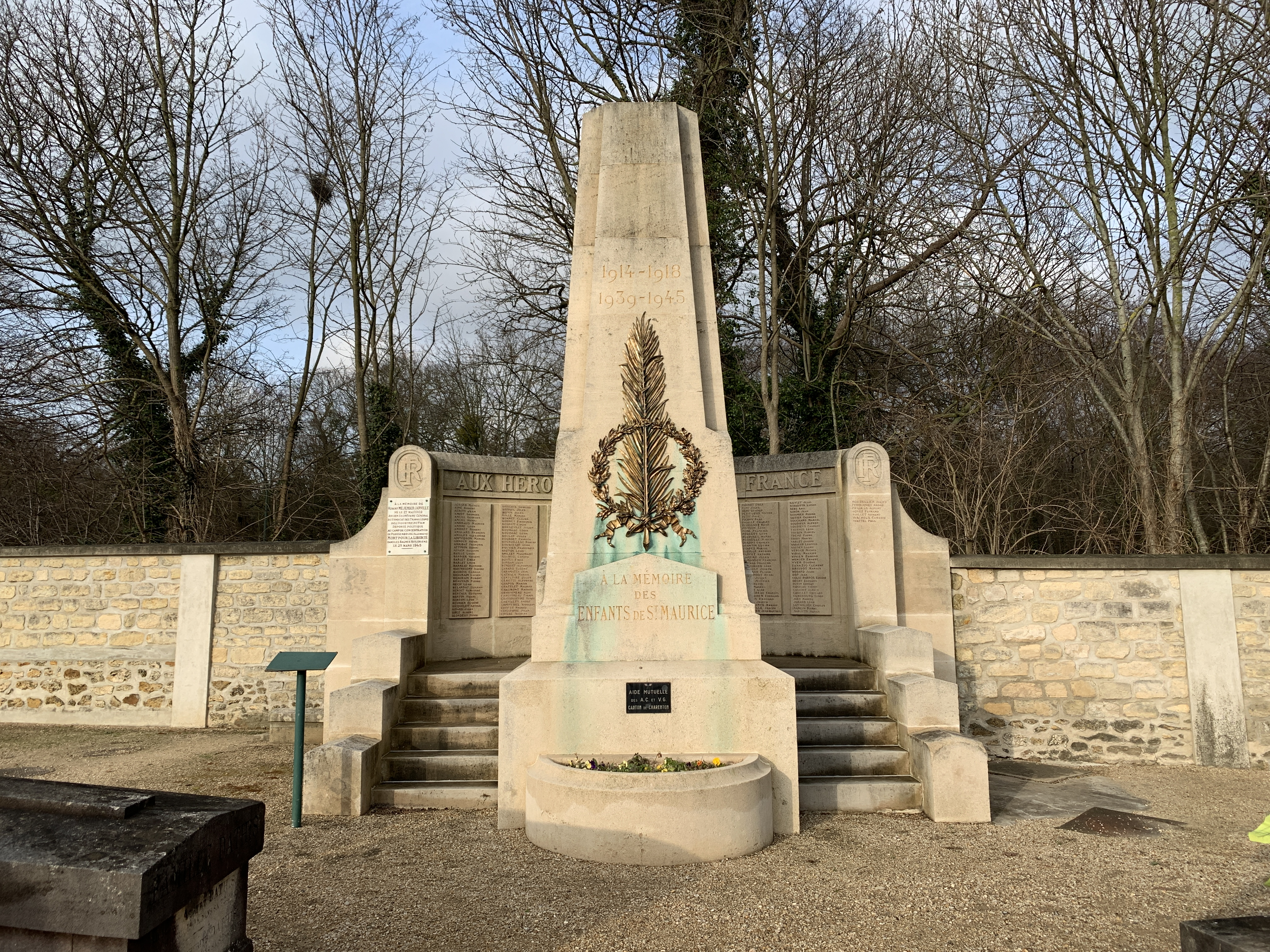
Monument aux morts.

Le cimetière de Saint-Maurice a ouvert en 1852. En 1853 y a été transféré l'ancien cimetière qui entourait l'église Saint-Maurice. Il a été agrandi en 1881 et en 1892. Aménagé en pente, il offre de ses terrasses un beau panorama à proximité de Paris et du bois de Vincennes. Plusieurs sépultures sont inscrites à l'inventaire pour leur intérêt artistique ou historique (chapelle aux torches renversées; tombe d'Abel-Adrien Colas avec médaillon, matelot canonnier mort à cause de l'explosion du cuirassé La Liberté dans le port de Toulon le 25 septembre 1911; tombe de Jean-Joseph Moulin avec médaillon, second maître-mécanicien une des vingt-sept victimes de la catastrophe du sous-marin Le Pluviôse à Calais, le 26 mai 1910, médaillon; tombeau du Dr Decorse; tombe de l'abbé Fournier, curé de Saint-Maurice; monument sépulcral de la famille Dubois).
Un grand monument aux morts des guerres de 1914-1918 et de 1940 se trouve le long d'un des remparts. Un petit monument aux morts est dédié plus loin aux morts de la Libération de 1944-1945, de la guerre d'Indochine et de la guerre d'Algérie.

## Personnalités inhumées
- Dr Pierre-Jules Decorse (1842-1886), chirurgien, maire de Saint-Maurice (médaillon par Capy)
- Marius Kowalski (1886-1963), chef d'orchestre
- Charles Meryon (1821-1888), peintre et graveur, mort fou à l'hospice de Charenton
- Raymond Moisset (1906-1994), peintre et illustrateur
- Edmond Nocard (1850-1903), professeur de médecine vétérinaire (médaillon)
- Général-baron Jean-Pierre Piat (1774-1862), général bonapartiste, sénateur

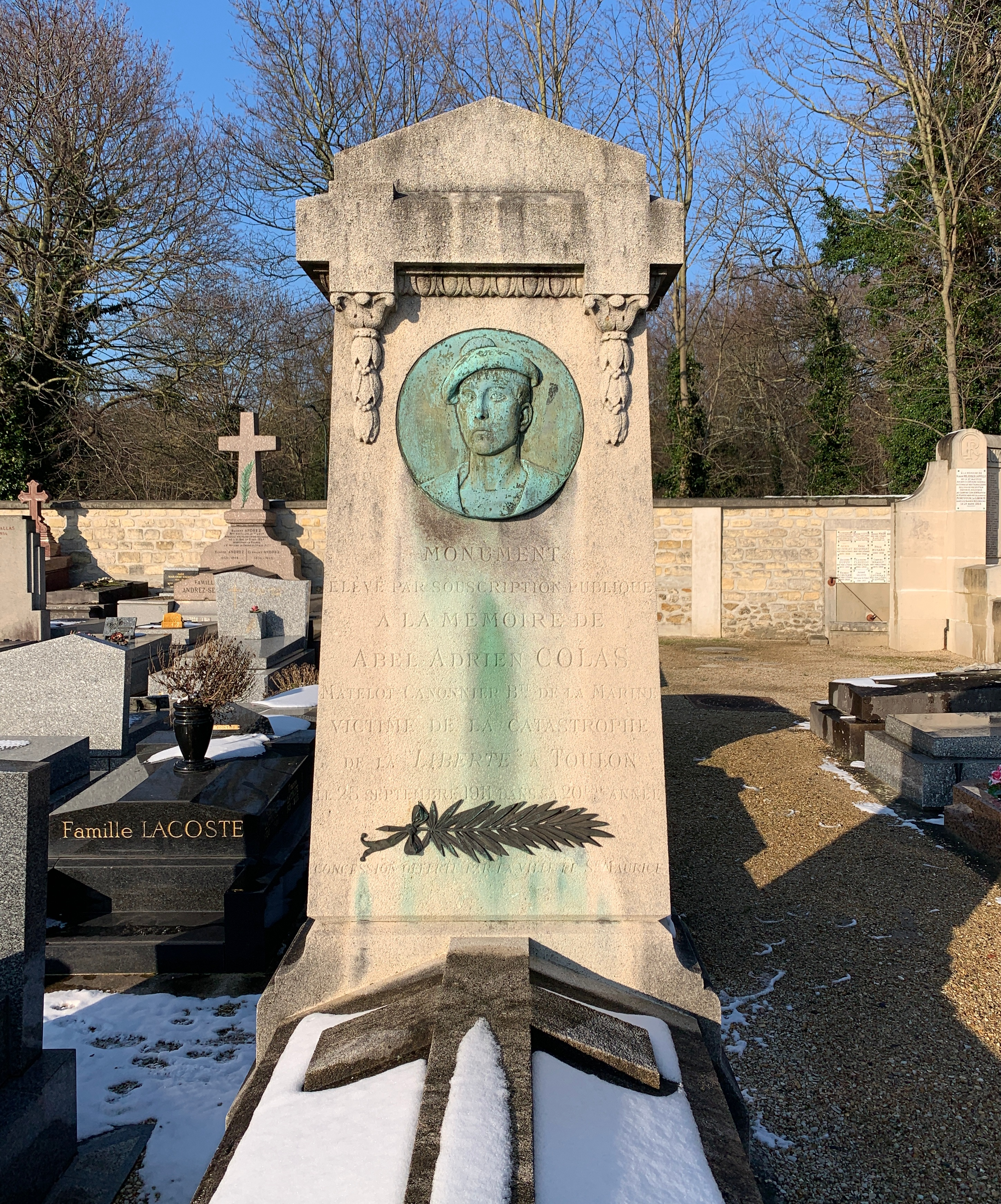
Tombe d'Abel-Adrien Colas
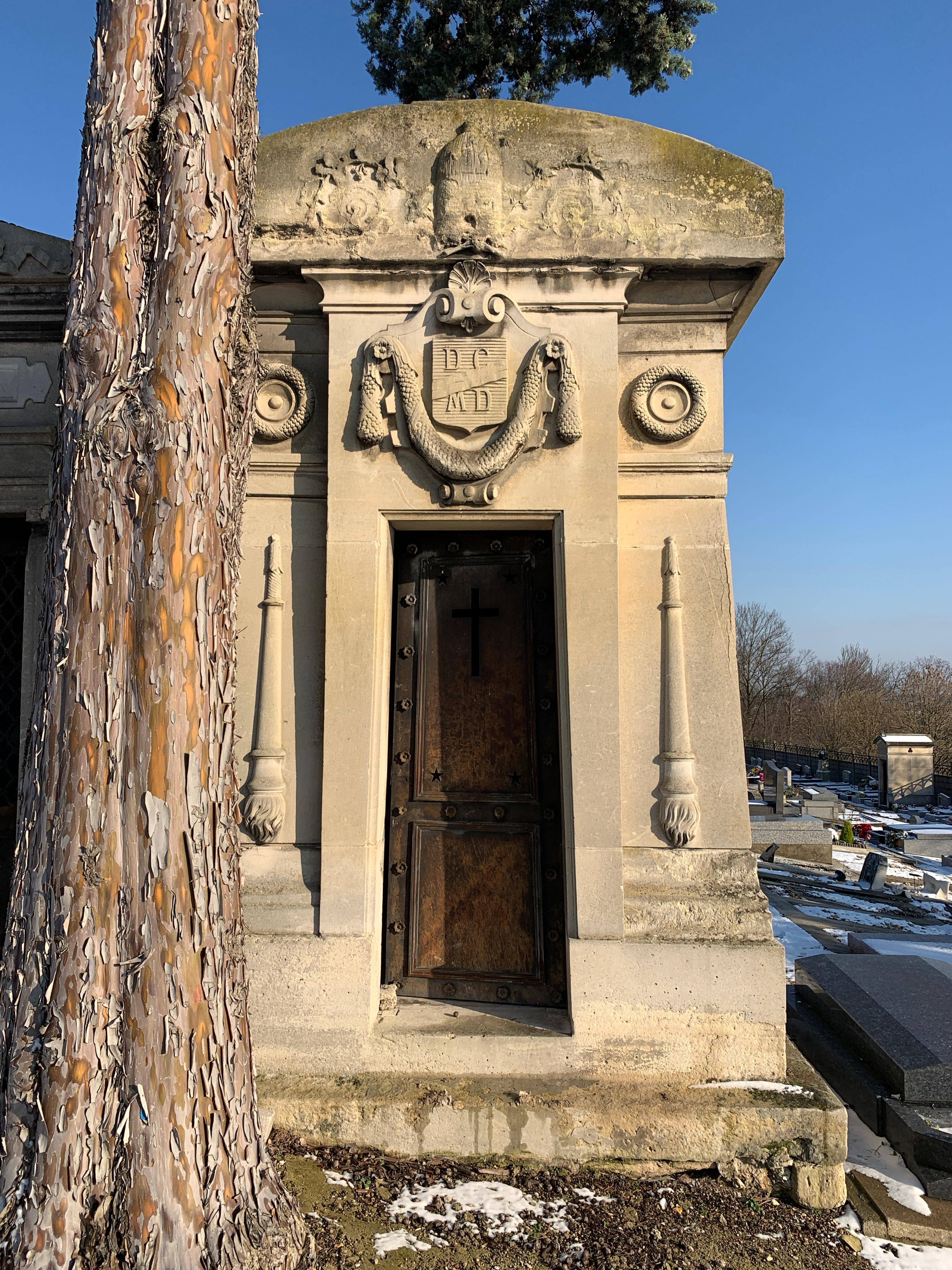
Chapelle aux torches renversées
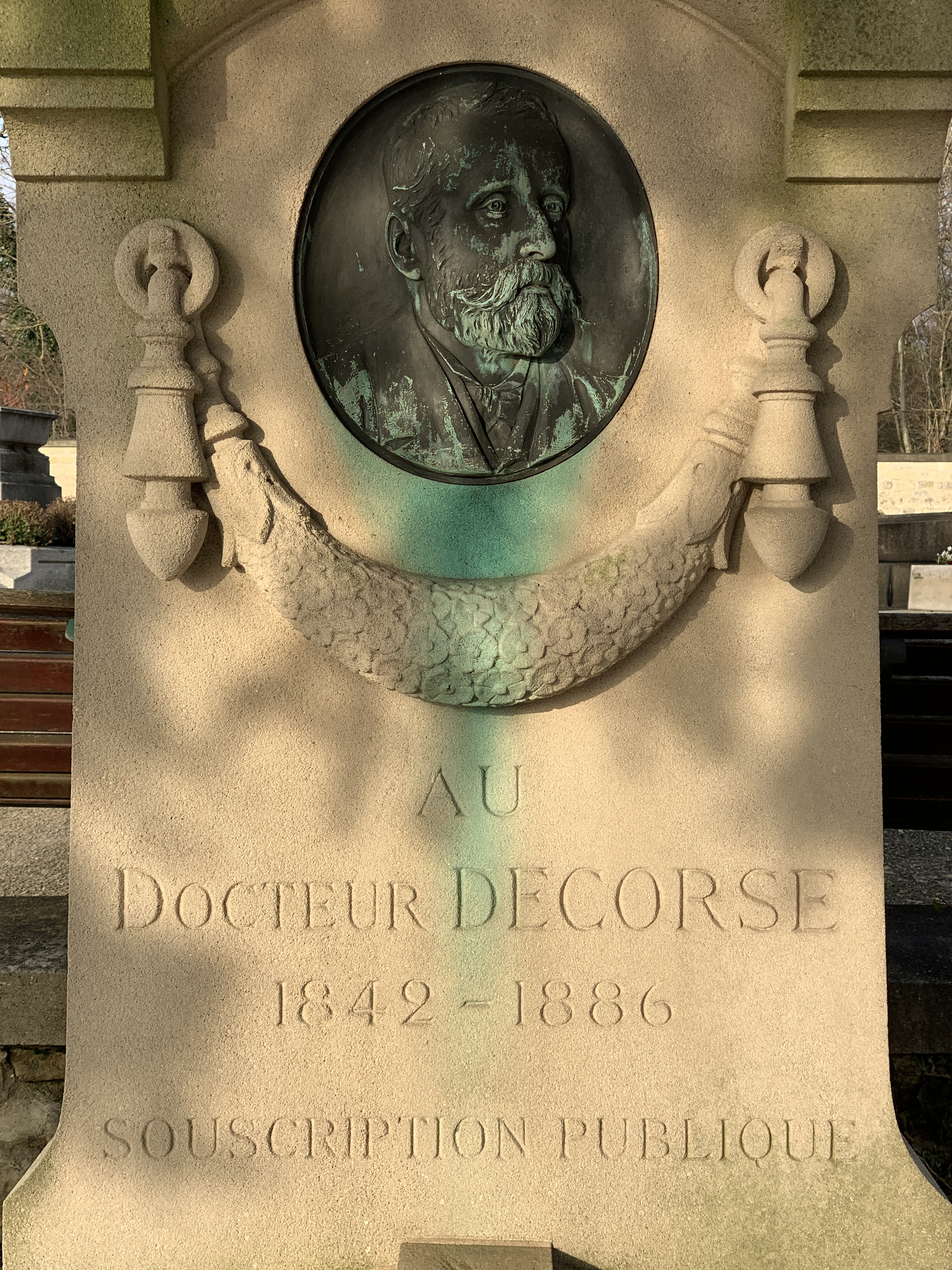
Médaillon du Dr Decorse
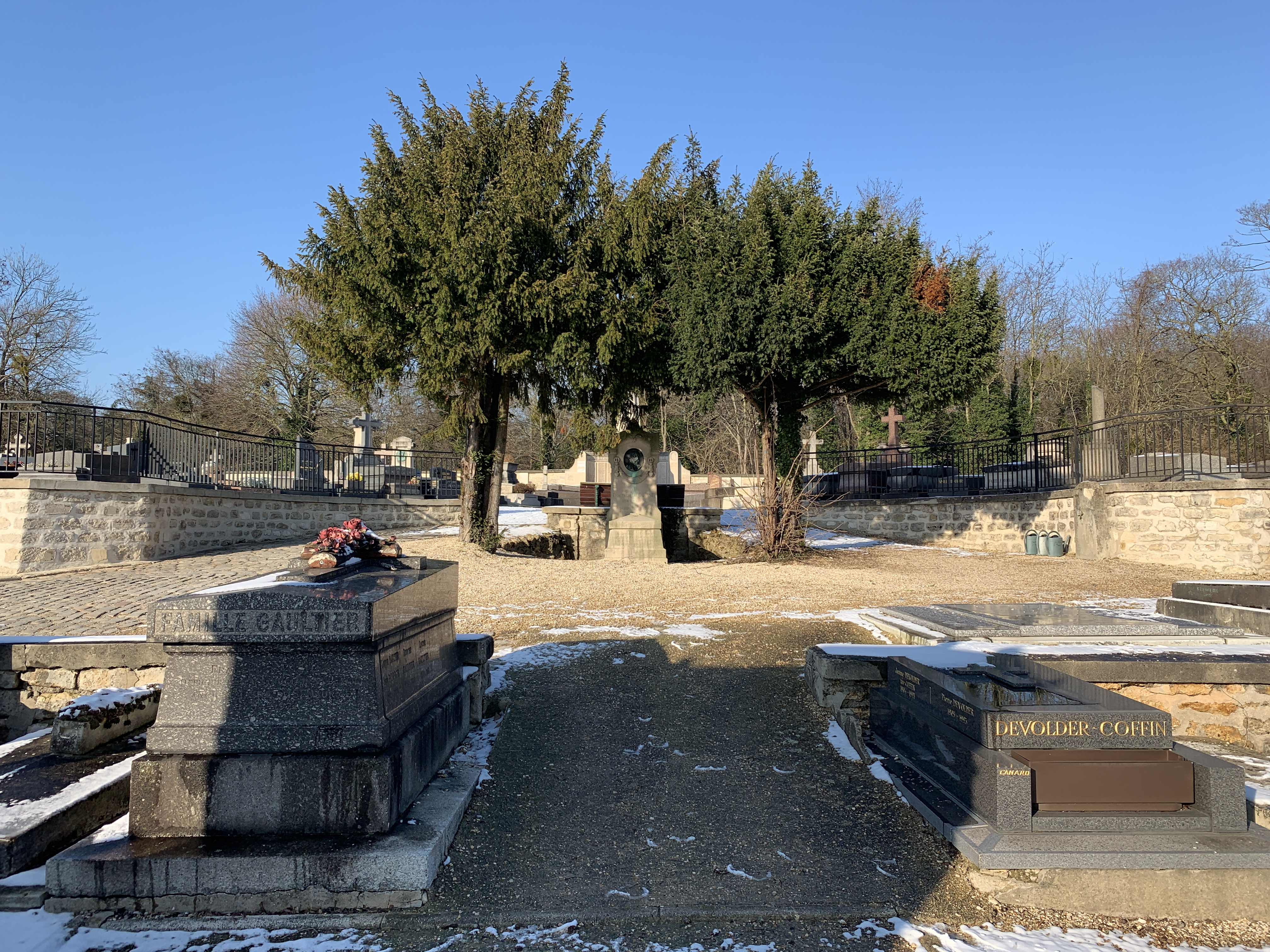
Au fond, la sépulture du Dr Decorse
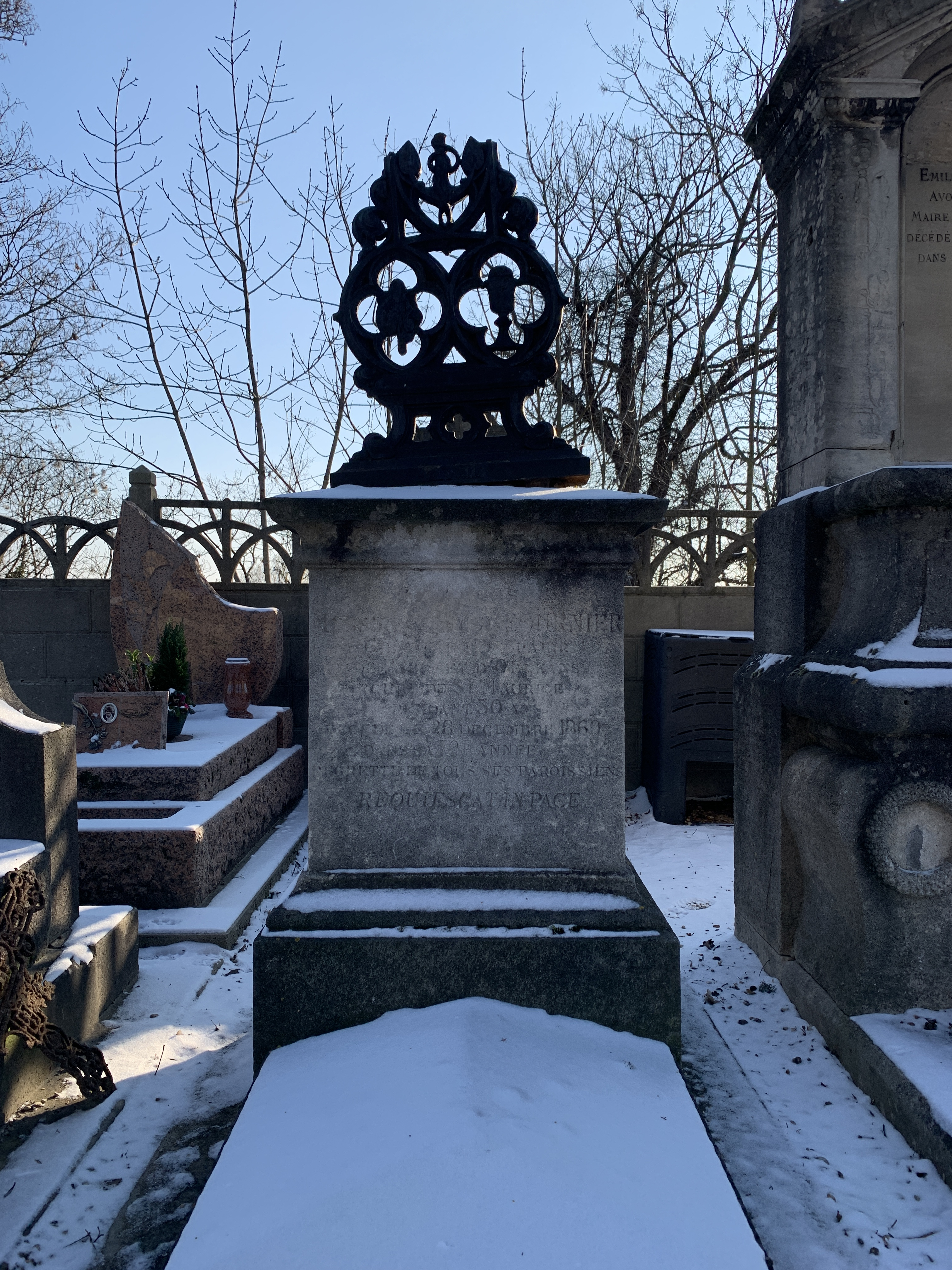
Tombe de l'abbé Antoine Fournier
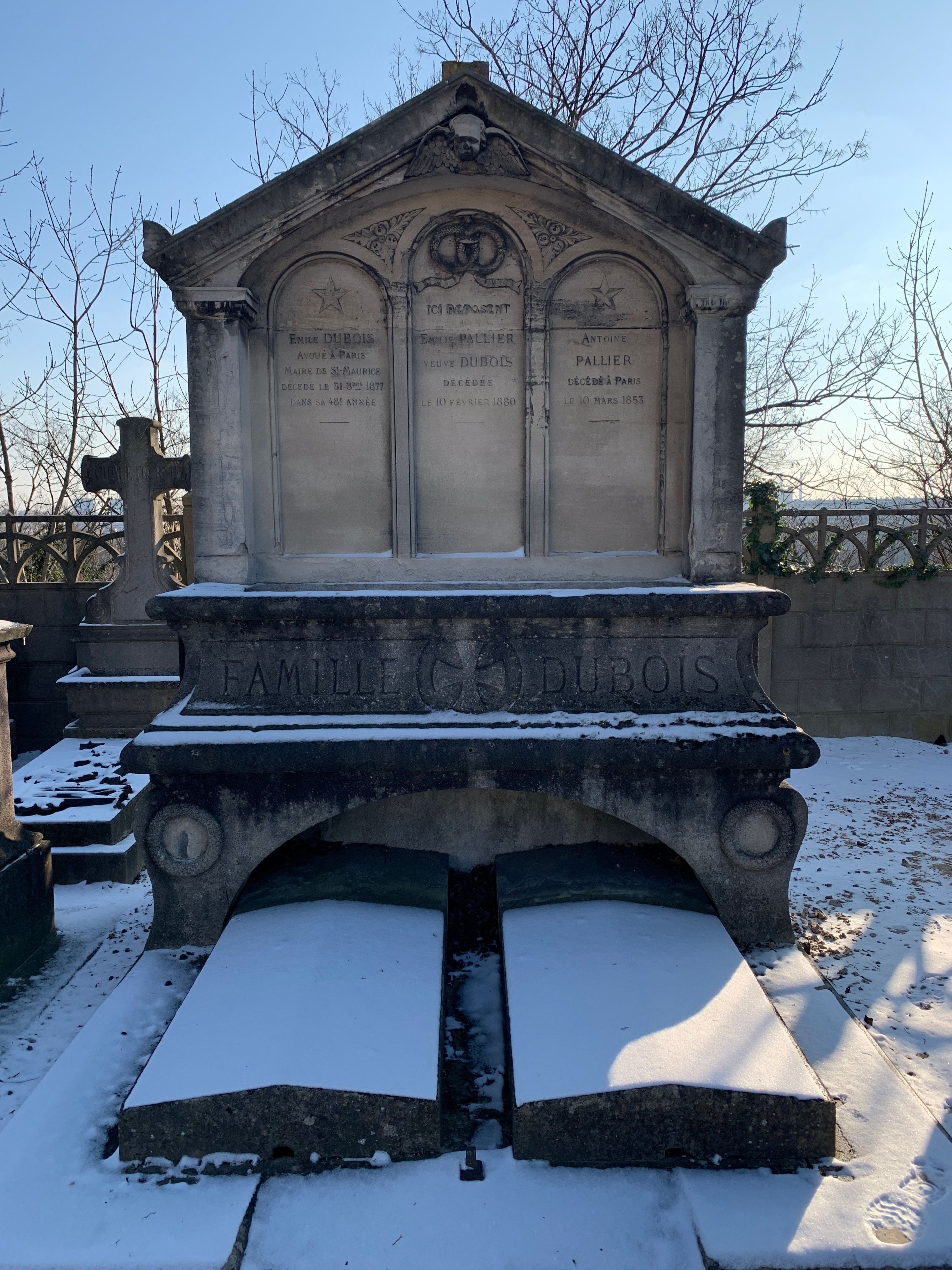
Monument sépulcral de la famille Dubois